# 데 라 솔

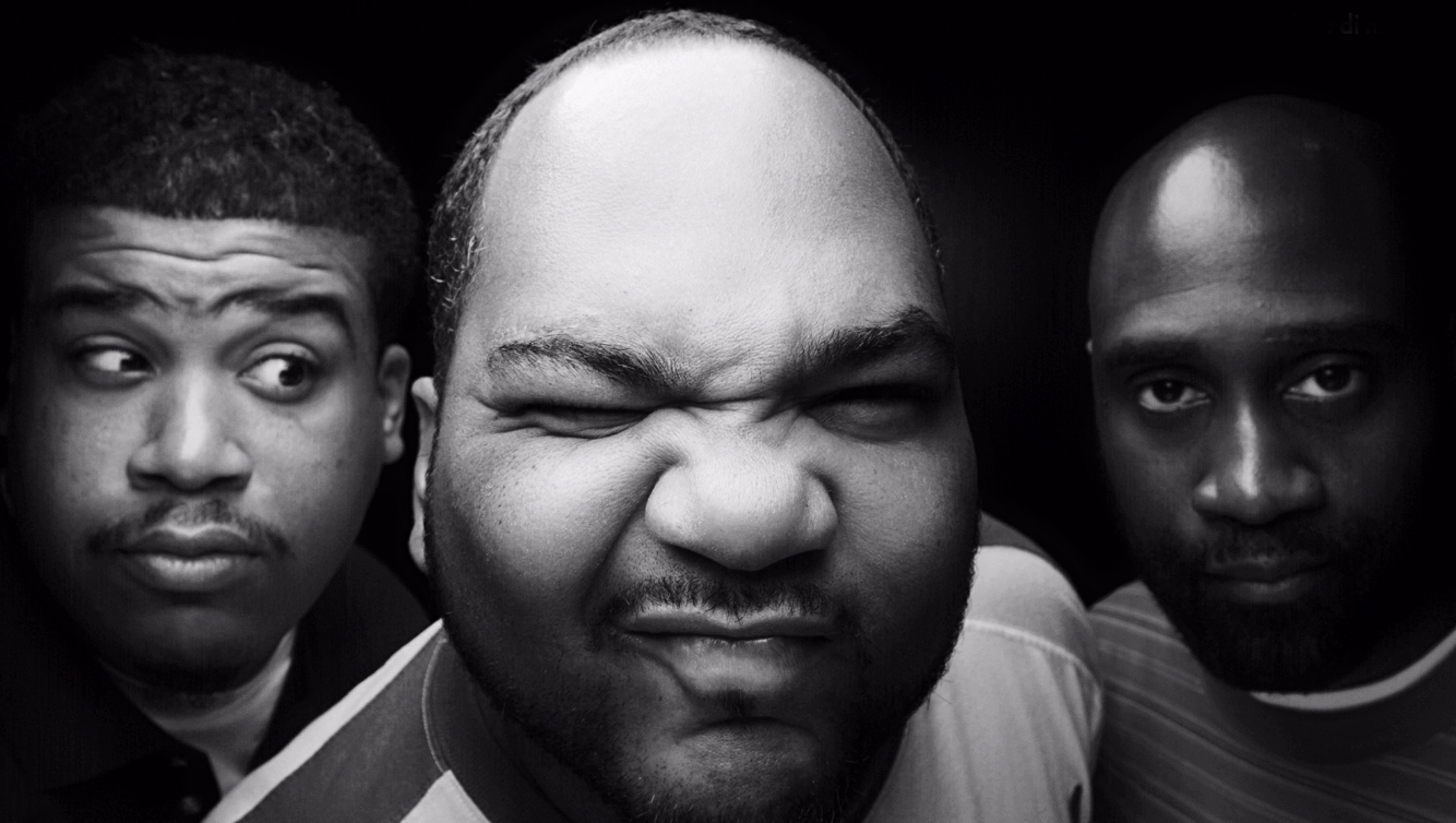
2004년 데 라 솔의 사진. 왼쪽부터 트루고이 더 도브, 마세오, 포스누오스

데 라 솔(De La Soul)은 1988년 뉴욕 롱아일랜드 에미티빌에서 결성한 미국의 힙합 그룹이다. 특유의 절충주의적인 샘플링과 괴상한 가사, 재즈 랩 및 얼터너티브 힙합 하위 장르에 대한 기여로 잘 알려져 있다. 케빈 "포스누오스" 머서, 데이비드 "트루고이 더 도브" 졸리코어, 빈센트 "마세오" 메이슨이 고등학교를 다니며 그룹을 결성하고, 〈Plug Tunin'〉의 데모 테이프를 제작해 프로듀서인 프린스 폴의 관심을 받았다.
유쾌한 말장난, 혁신적인 샘플링이 있는 그룹의 데뷔 음반 《3 Feet High and Rising》은 "힙합의 걸작"이라는 평을 듣는 등 평단의 찬사를 받았다. 데뷔 음반이 그룹의 가장 큰 상업적 성공으로 남았지만, 이후 발매하는 음반들도 계속 호평을 받 았다. 데 라 솔은 정글 브라더스에 이어 두 번째로 오래된 네이티브 텅스 그룹이다. 2006년, 고릴라즈와 싱글 〈Feel Good Inc.〉를 협업해 그래미 어워드를 수상했다.
2016년, 데 라 솔은 킥스타터의 자금을 지원 받아 《And the Anonymous Nobody...》를 발매했다. 이 음반에는 데이먼 알반, 리틀 드래곤, 데이비드 번, 2 체인즈, 스눕 독과 같은 음악가들이 참여했다. 2023년, 트루고이 더 도브가 사망하였다.

## 디스코그래피
- 3 Feet High and Rising (1989)
- De La Soul Is Dead (1991)
- Buhloone Mindstate (1993)
- Stakes Is High (1996)
- Art Official Intelligence: Mosaic Thump (2000)
- AOI: Bionix (2001)
- The Grind Date (2004)
- Plug 1 & Plug 2 Present... First Serve (2012)
- And the Anonymous Nobody... (2016)